# Aik Bukaq
Aik Bukaq is een bestuurslaag in het regentschap Centraal-Lombok van de provincie West-Nusa Tenggara, Indonesië. Aik Bukaq telt 7305 inwoners (volkstelling 2010).